# Anna Christoffersson
Anna Inger Elisabet Christoffersson, född 20 juni 1977 i Askims församling i Göteborg, är en svensk sångare, artist, låtskrivare och producent. Hon är grundande medlem i bandet Freelevel. Hon driver sedan 2016 en egen Youtubekanal och medverkar även i roller i reklamfilmer och liknande sammanhang.

## Biografi
År 2002 avbröt Anna Christoffersson akademiska studier i Göteborg och flyttade till Stockholm för att ägna sig åt musiken. Under några år studerade hon på Stockholms musikpedagogiska institut (SMI). Under ansökningsprocessen till SMI träffade Christoffersson den amerikanske pianisten och kompositören Steve Dobrogosz, ett möte som 2006 resulterade i debutalbumet It's Always You och 2008 i albumet Rivertime. Båda skivorna grammisnominerades. 2008 släpptes även det jazzinspirerande albumet One som växte fram i nära samarbete med musikern Pablo Donaldo. 2010 släpptes det tredje resultatet av hennes samarbete med Steve Dobrogosz, skivan Covers. Hon har medverkat på flera inspelningar med andra artister och släppt flera singlar.
År 2017 blev hon utvald att delta i EU-projektet Keychange som industry innovator för musikbranschen.

## Utmärkelser och stipendier
- 2008 – Konstnärsnämndens stipendium
- 2011 – SKAP:s kompositörspris
- 2011 – Konstnärsnämnden internationellt kulturutbyte
- 2012 – Kulturrådet Internationell Aktörssamverkan Botswana Sweden Jazz Exchange

## Diskografi
Album
- 2006 – It's Always You (Amigo AMCD-913)
- 2008 – One (Amigo AMCD-918)
- 2008 – Rivertime (Amigo AMCD-922)
- 2010 – Covers (Amigo AMCD-929)
- 2014 – Ett svar (med Freelevel)

Singlar
- 2007 – "Home"
- 2015 – "Släppa Taget"
- 2016 – "Vingar"
- 2017 – "Förlåt?"
- 2017 – "New Year Song" (med Freelevel)
- 2021 - Instigator med FREELEVEL
- 2021 - BLACK med FREELEVEL
- 2021 - Ride into the sun med FREELEVEL
- 2021 - Don't be sad med FREELEVEL

Musikvideo
- 2017 – "Förlåt?"
- 2021 - BLACK

Som gästartist
- 2007 – "Älskad Fågel" med Dogge Doggelito (från albumet Superclasico)
- 2007 – "NOW" med Immanuel Gospel
- 2013 – "Change All the Time", "A Rainy Day", "Souls", "Broken Heart", "Small Stuff" med Magnus Lindgren (från albumet Souls)
- 2015 – "Som om ingenting har hänt" med Lasse Kronér
- 2016 – "This Is How It Ends" med Secret Circus
- 2018 – "Holding On To Letting Go" med Jonas Gideon och Brian Hobbs